# Чёрный орёл-отшельник
Чёрный орёл-отшельник (лат. Buteogallus solitarius) — вид хищных птиц семейства ястребиных, обитающий в тропических районах Нового Света.

## Ареал и среда обитания
Чёрный орёл-отшельник обитает в Мексике, Центральной и Южной Америке. Его можно встретить на поросших лесом горах или холмах. Частые сообщения о появлении этого орла на равнинах — обычно следствие того, что за чёрного орла-отшельника принимают других птиц, как правило чёрных крабовых канюков (Buteogallus anthracinus)]. Ни разу не удавалось подтвердить случаи наблюдения этого орла на равнинах. Чёрный орёл-отшельник — малоизученный вид. Он редок во всех местах своего обитания. 

## Внешний вид
Окраска взрослого орла — однотонная тёмно-серая, часто птица кажется совершенно чёрной; на хвосте — белые отметины. Чёрный орёл-отшельник дорастает до 63—76 см в длину, масса около 3 кг, размах крыльев — от 152 до 188 см. Внешне этот орёл очень похож на чёрного крабового канюка и мексиканского крабового канюка (Buteogallus urubitinga), но намного крупнее. Также крылья чёрного орла-отшельника значительно шире, чем крылья 2 вышеуказанных видов канюков, задние края его крыльев частично перекрываются с хвостом. Эти исключительно широкие крылья — один из главных отличительных признаков вида.
Молодые особи — бурые в жёлто-коричневую крапинку, с отметинами вокруг глаз. В остальном же они похожи на взрослых птиц.

## Таксономия
Последние исследования показали близкое родство между чёрными орлами-отшельниками и чёрными ястребами. Поэтому этот орёл не может быть выделен в отдельный род.
Выделяют два подвида.

## Охранный статус
В списках МСОП этот вид указывается как «близкий к уязвимому положению». 